# Rheinklingen

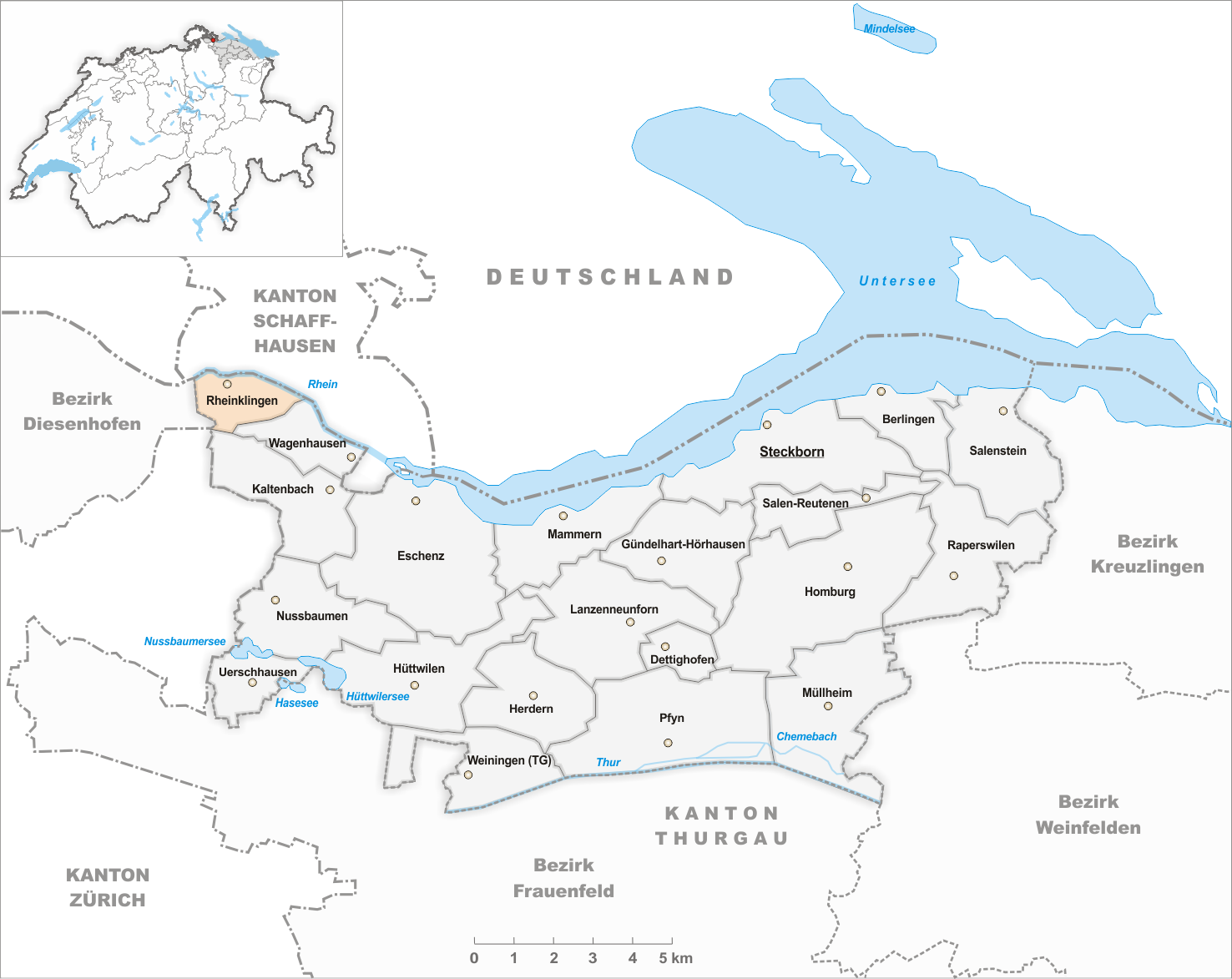
Gemeindestand vor der Fusion im Jahr 1995

Rheinklingen (ursprünglich und heute noch mundartlich: Richlingen) ist eine ehemalige Ortsgemeinde und Ortschaft der Gemeinde Wagenhausen im Bezirk Frauenfeld des Kantons Thurgau in der Schweiz.
Von 1798 bis 1995 war Rheinklingen Teil der Munizipalgemeinde Wagenhausen. Von 1838 bis 1995 war Rheinklingen eine Ortsgemeinde.
Am 1. Juni 1995 fusionierte diese mit den Ortsgemeinden Wagenhausen und Kaltenbach zur politischen Gemeinde Wagenhausen.

## Geographie
Rheinklingen ist ein ländliches Haufendorf unterhalb von Stein am Rhein
und liegt am Fusse des Rodenberges auf der linken Seite des Hochrheins.

## Geschichte

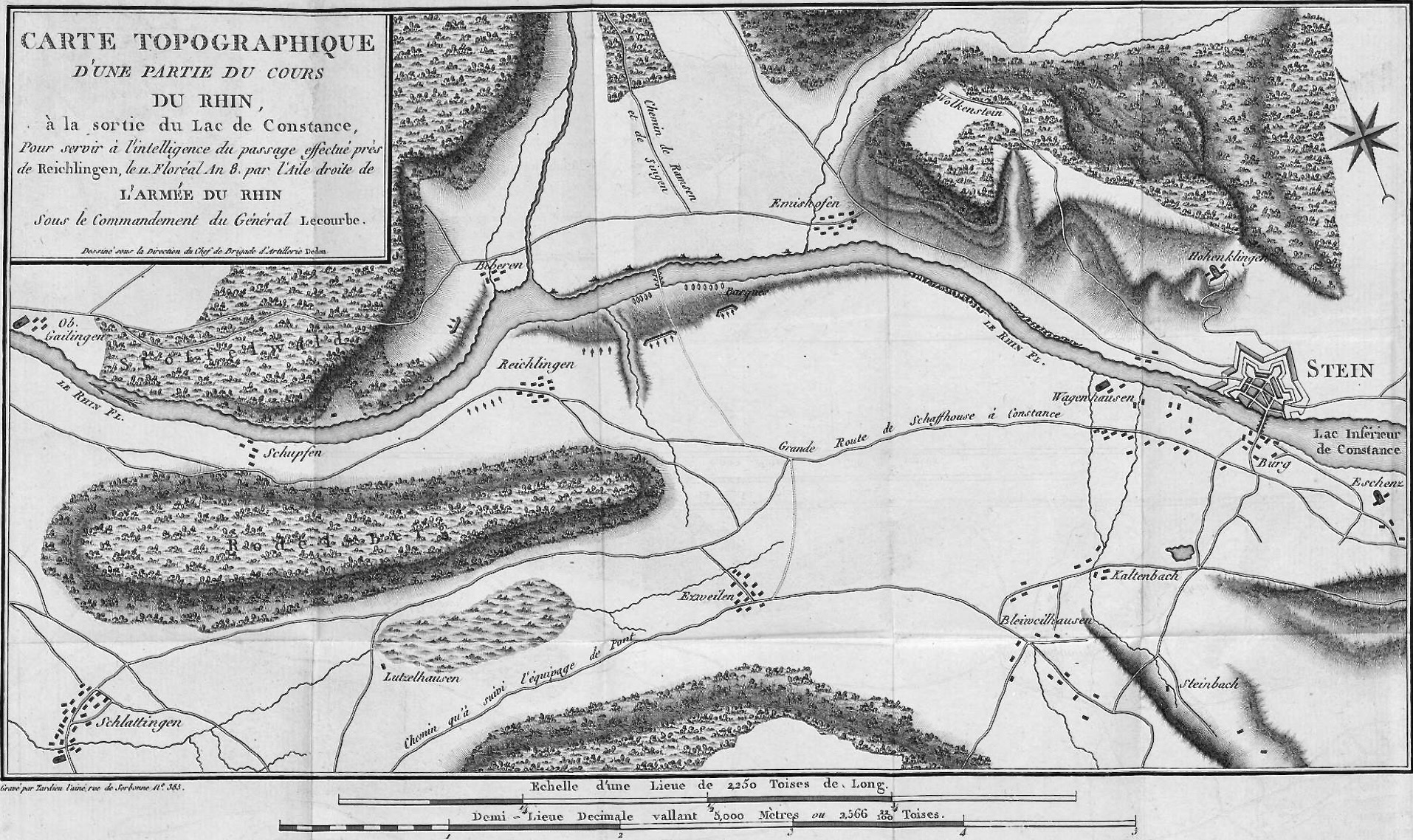
Rheinübergang bei Rheinklingen am 1. Mai 1800

Gemäss der Grabung von 1996 ist Rheinklingen eine hochmittelalterliche Besiedlung auf den Resten eines römischen Wachtturms auf dem Burgstall am Rhein.
Der Name des Orts geht auf einen Alemannen namens Rikile zurück. Über die Zeit wurde der Dorfnamen in verschiedenen Urkunden unterschiedlich geschrieben, wie als erstes im Jahre 868 als Richilingun, 888 Richilingen und 903 als Richilinga. 1336 wurde als Namen Richlingen  festgehalten, wenig später wurde es zu Reichlingen und 1838 setzte sich die heutige Schreibweise durch.
Die Klöster Allerheiligen, Feldbach und Wagenhausen besassen im Mittelalter Höfe in Rheinklingen. 1315 vergabte Ulrich von Klingen seinen Besitz in Rheinklingen an das Kloster St. Georgen. Ab 1433 ist Rheinklingen als Teil der Vogtei Wagenhausen fassbar, die 1575 bis 1798 der Stadt Stein am Rhein gehörte. Rheinklingen war stets nach Burg bei Stein am Rhein kirchgenössig.
Östlich des Dorfes überquerten am 1. Mai 1800 25'000–30'000 Franzosen unter General Lecourbe den Rhein auf einer Schiffbrücke (Rheinübergang bei Rheinklingen), worauf noch am selben Tag der Hohentwiel kapitulierte. Die Österreicher, welche im Vorjahr in die Helvetische Republik eingefallen waren, wurden vom 3. bis zum 9. Mai bei Engen und Stockach, Messkirch und Biberach geschlagen und erlitten danach bis zum Frieden von Lunéville (9. Februar 1801) nur noch Niederlagen.
Die Vetterli von Rheinklingen treidelten bis im 19. Jahrhundert die sogenannten Ledinen von Diessenhofen nach Stein am Rhein. Die Bewohner betrieben Acker-, Obst- und Weinbau und die Gemeinde war in der ersten Hälfte des 20. Jahrhunderts noch stark bäuerlich geprägt. 1969 erwarben die Nordostschweizerischen Kraftwerke (NOK) 18 ha Land, um ein Kernkraftwerk bei Rheinklingen zu errichten. Ab 1974 wurde das Projekt nicht weiter verfolgt. 1980 waren 39 % der in Rheinklingen wohnhaften Erwerbstätigen Pendler.

## Bevölkerung
| Jahr         | 1850 | 1900 | 1950 | 1990 | 2000  | 2010    | 2018  |
| Ortsgemeinde | 156  | 124  | 146  | 140  |       |         |       |
| Ortschaft    |      |      |      |      | 122   | 90 Anm. | 139   |
| Quelle       |      |      |      |      | [ 6 ] | [ 7 ]   | [ 2 ] |

Von den insgesamt 139 Einwohnern der Ortschaft Rheinklingen im Jahr 2018 waren 6 bzw. 4,3 % ausländische Staatsbürger. 99 (71,2 %) waren evangelisch-reformiert und 8 (5,8 %) römisch-katholisch.

## Verkehr
Rheinklingen liegt an der Hauptstrasse 13, auf der man in unter 10 Minuten in Stein am Rhein oder Diessenhofen ist. Vom öffentlichen Verkehr wird Rheinklingen nicht bedient. Der nächste Bahnhof ist der 1,5 Kilometer entfernte Bahnhof Etzwilen.

## Sehenswürdigkeiten

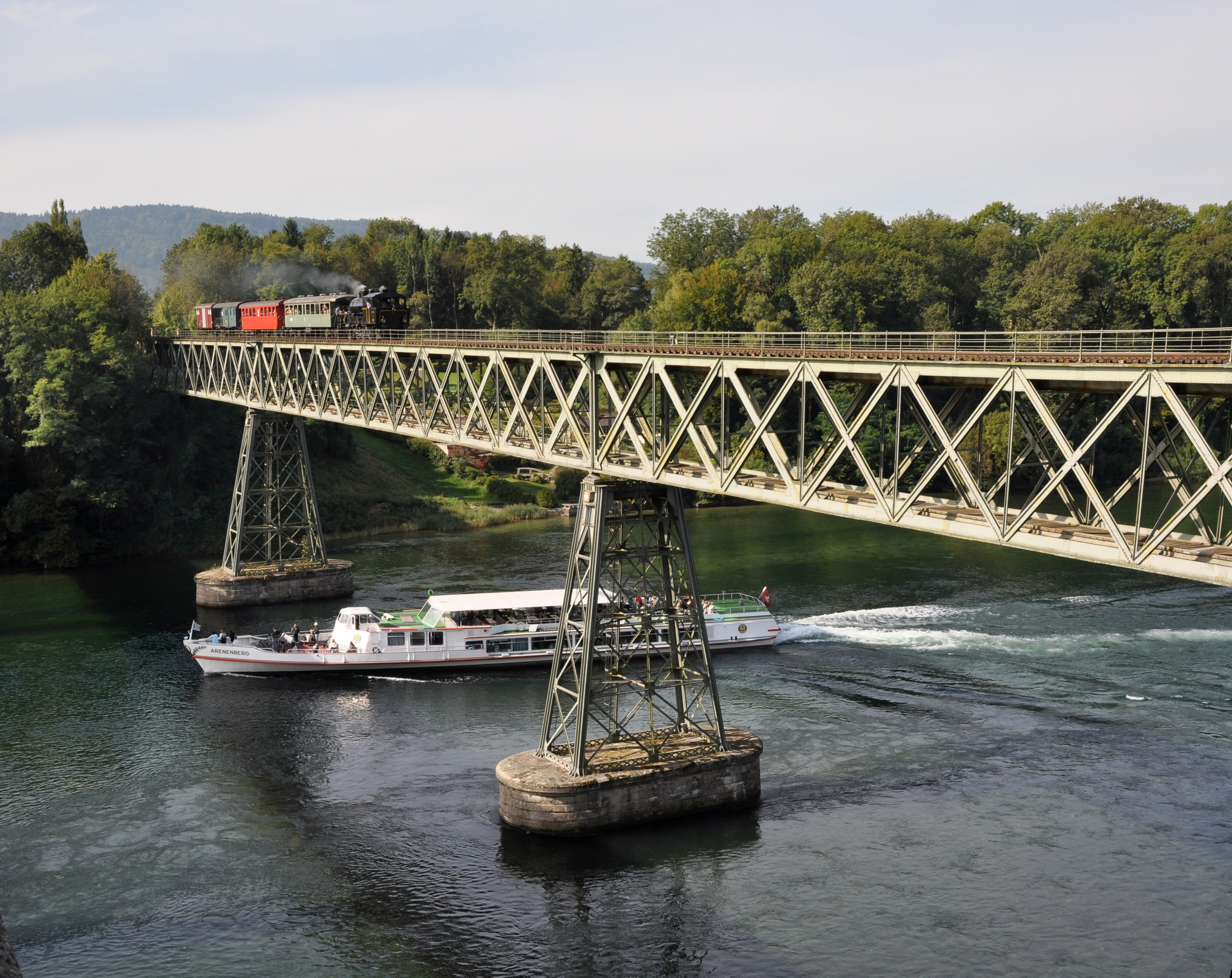
Eisenbahnbrücke über den Rhein

Der Ort ist im Inventar der schützenswerten Ortsbilder der Schweiz aufgeführt und wird auch «Ballenberg des Thurgaus» genannt, weil in Rheinklingen fast ausschliesslich alte Bauernhäuser stehen.
Die Eisenbahnbrücke der Nationalbahn, die je zur Hälfte auf dem Gemeindegebiet von Wagenhausen und Hemishofen liegt, ist in der Liste der Kulturgüter in Wagenhausen aufgeführt.